# NGC 2307
NGC 2307 је спирална галаксија у сазвежђу Летећа риба која се налази на NGC листи објеката дубоког неба.
Деклинација објекта је - 64° 20' 6" а ректасцензија 6h 48m 51,0s. Привидна величина (магнитуда) објекта NGC 2307 износи 12,3 а фотографска магнитуда 13,1. NGC 2307 је још познат и под ознакама ESO 87-45, AM 0648-641, IRAS 06485-6416, PGC 19648.